# St Andrew’s Cathedral (Aberdeen)

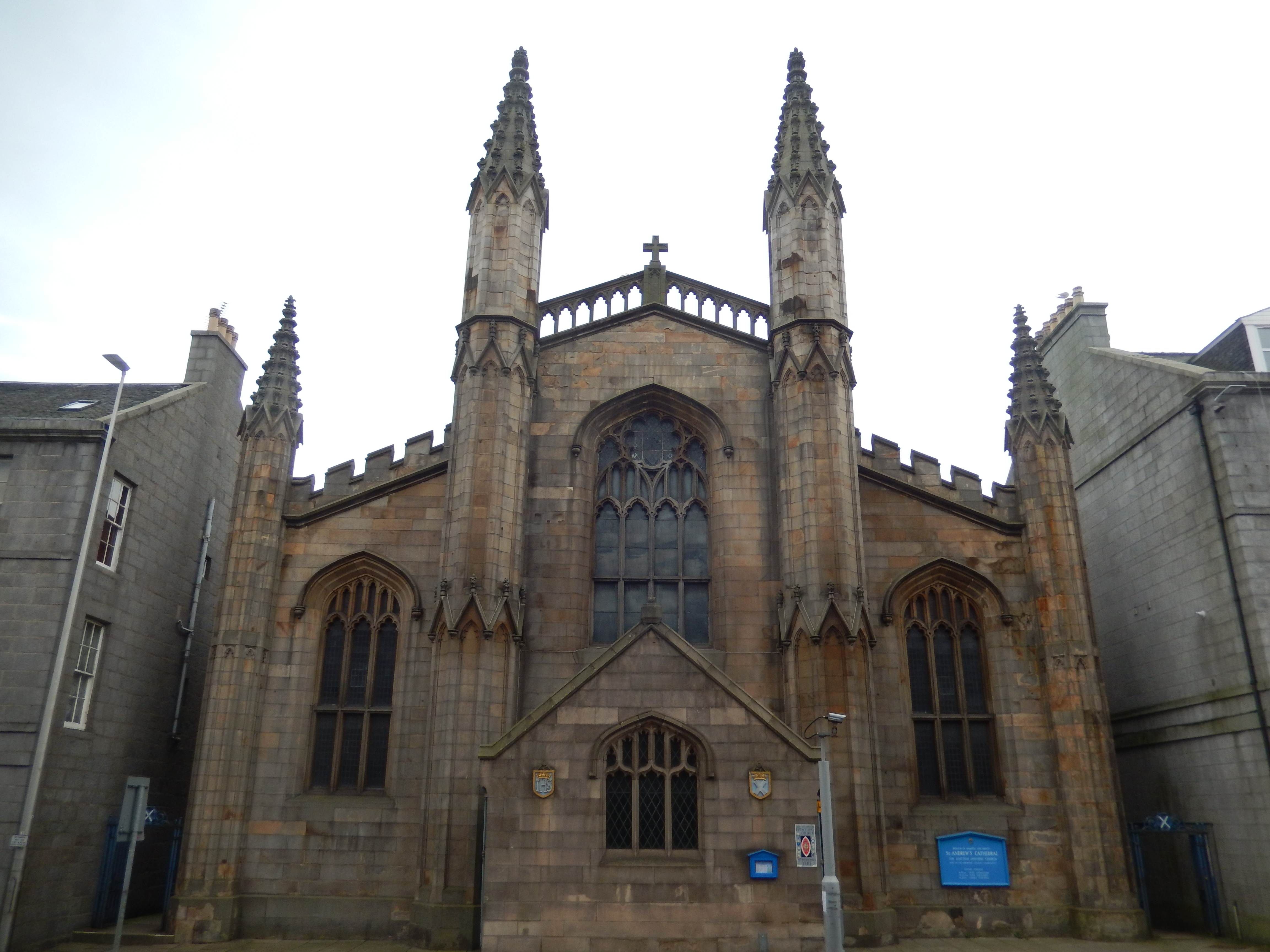
St Andrew’s Cathedral

Die St Andrew’s Cathedral ist eine Kathedrale der episkopalkirchlichen Scottish Episcopal Church in der schottischen Stadt Aberdeen. 1967 wurde das Bauwerk in die schottischen Denkmallisten in der höchsten Denkmalkategorie A aufgenommen.

## Geschichte
Zahlreiche Anhänger der Episkopalkirche in Schottland verweigerten nach der Glorious Revolution dem englischen König den Treueid und waren später auf jakobitischer Seite an den Aufständen von 1715 beteiligt. Aus diesen Differenzen ging die heutige Scottish Episcopal Church hervor, die sich von der faktischen Staatskirche, der Church of Scotland, abspaltete. Vorliegende Gemeinde formierte sich 1716 im heutigen Aberdeener Stadtteil Castlegate. Sie ist in die Weihe des ersten Bischofs der Episkopalkirche der Vereinigten Staaten, Samuel Seabury, involviert. Da Seabury als amerikanischer Staatsbürger keinen Suprematseid auf den britischen König leisten konnte, verweigerten ihm die Bischöfe der Church of England die Weihe. Drei der vier episkopalkirchlichen Bischöfe Schottlands, darunter Robert Kilgour, Bischof von Aberdeen, weihten Seabury daraufhin am 14. November 1784 in der Nähe des heutigen Kirchenstandorts zum ersten Bischof von Connecticut.
1794 wurden Planungen zum Anschluss der mittelalterlichen, unbefestigten Straßen Aberdeens an das Umland angestoßen. Es wurden zwei weite Ausfallstraßen geplant, von denen die King Street (heute Teil der A9013) die nördlichen Vororte anschließen sollte. Thomas Fletcher entwarf eine klassizistisch ausgestaltete Prachtstraße, die heute den südlichen Bereich der King Street umfasst. Mit den ersten Arbeiten wurde 1805 begonnen. Die Episkopalkirche erwarb ein zentrales Grundstück entlang dieser Straße. Entgegen der Planung entschied sich die Kirche für einen neogotischen Bau nach einem Entwurf des Aberdeener Architekten Archibald Simpson und gegen einen klassizistischen Bau. Die St Andrew’s Cathedral wurde ab 1816 errichtet und im Folgejahr fertiggestellt. 1880 wurde der Chor nach einem Entwurf G.E. Streets ergänzt. Ninian Comper wurde 1909 mit der Überarbeitung des Innenraums betraut, wobei unter anderem die Galerie entfernt wurde. Den Entwurf für den vorspringenden Eingang, der 1911 errichtet wurde, lieferte Robert Lorimer. Seit 1914 ist die St Andrew’s Cathedral Sitz der Diözese Aberdeen and Orkney.
Zum Dank für die Weihe Samuel Seaburys plante die Episkopalkirche der Vereinigten Staaten einen Kathedralenneubau an der Broad Street nach einem Entwurf Compers zu stiften. Aufgrund der Wirtschaftskrise von 1929 standen jedoch hierfür keine finanziellen Mittel mehr zur Verfügung. Comper wurde stattdessen mit der Überarbeitung der St Andrew’s Cathedral beauftragt. Die temporäre Kirchenschließung infolge der COVID-19-Pandemie verknappte die finanziellen Mittel der Gemeinde. Im April 2020 wurde daher die Wiedereröffnung nach Pandemieende in Frage gestellt. Des Weiteren wurden im Juni desselben Jahres bauliche Mängel angesprochen, die Gottesdienste im Winter einschränkten. Nach Pandemieende fand trotzdem eine Wiedereröffnung statt.

## Beschreibung
Die St Andrew’s Cathedral steht am Südende der King Street schräg gegenüber der neueren North Church der Church of Scotland, die heute ein Kulturzentrum beheimatet. Das neugotische Gebäude ist im spätgotischen Perpendicular Style gestaltet. Während die straßenseitige Fassade aus Sandsteinquadern aufgemauert wurde, besteht das übrige Mauerwerk aus Granit. Die westexponierte Hauptfassade der dreischiffigen Kathedrale ist mit spitzbogigen Maßwerken, dominanten oktogonalen Strebepfeilern mit Krabben und Zierwimpergen sowie flankierenden Ecktürmen ausgeführt. Die Dächer sind mit grauem Schiefer eingedeckt.